# Wólka Rokicka
Wólka Rokicka (prononciation : [ˈvulka rɔˈkit͡ska]) est un village polonais de la gmina de Lubartów dans le powiat de Lubartów de la voïvodie de Lublin dans l'est de la Pologne.
Il se situe à environ 10 kilomètres au sud-est de Lubartów (siège de la gmina et du powiat) et 19 kilomètres au nord-est de Lublin (capitale de la voïvodie).
Le village comptait approximativement une population de 323 habitants en 2010.

## Histoire
De 1975 à 1998, le village est attaché administrativement à l'ancienne Voïvodie de Lublin.

Depuis 1999, il fait partie de la nouvelle voïvodie de Lublin.